# Прапротниця
Прапротниця (словен. Praprotnica) — поселення в общині Мирна, регіон Південно-Східна Словенія, Словенія.